# Rui Manuel Sousa Valério

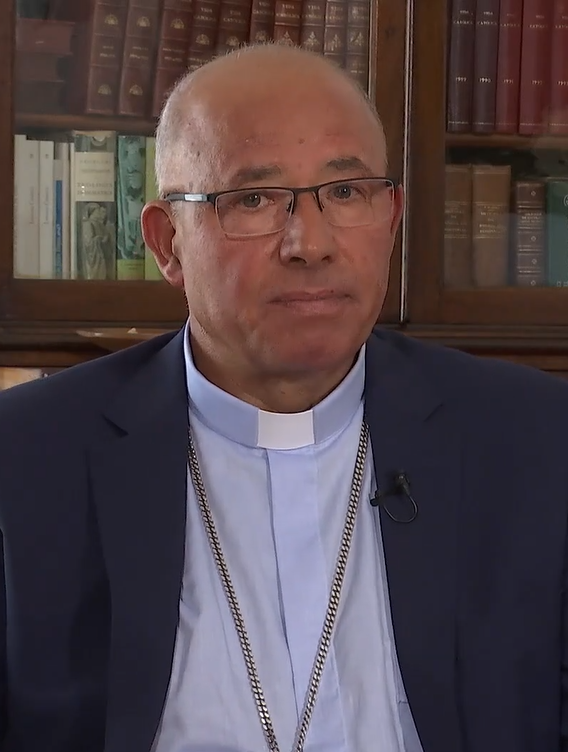
Rui Manuel Sousa Valério in 2024

Wappen von Rui Manuel Sousa Valério als Patriarch

Rui Manuel Sousa Valério SMM (* 24. Dezember 1964 in Vila Nova de Ourém, Portugal) ist ein portugiesischer römisch-katholischer Ordensgeistlicher und Patriarch von Lissabon.

## Leben
Rui Manuel Sousa Valério besuchte zunächst das Knabenseminar in Fátima, bevor er 1984 der Ordensgemeinschaft der Montfortaner beitrat und das Noviziat im süditalienischen Santeramo in Colle bei Bari begann. Er studierte Philosophie (Bachelor, 1987) an der Päpstlichen Lateranuniversität in Rom und Katholische Theologie an der Päpstlichen Universität Gregoriana, wo er 1990 das Lizenziat in Theologie und 1992 in Dogmatik erwarb. Anschließend besuchte er einen Kurs in Philologie an der römischen Universität La Sapienza und 1995/96 einen Kurs in Spiritualität am Centre International Montfortain (CIM) in Löwen (Belgien). 1997 absolvierte er ein theologisches PhD-Studium an der Katholischen Universität Portugal. Sousa Valério legte am 6. Oktober 1990 die ewige Profess ab und empfing am 23. März 1991 das Sakrament der Priesterweihe.
Anschließend war Rui Manuel Sousa Valério als Seelsorger in der Pfarrei Castelverde di Lunghezza in Rom tätig, bevor er 1992 Militärkaplan am Marinekrankenhaus in Lissabon wurde. 1993 wurde er Pfarrvikar in Castro Verde und 2001 zudem Superior der dortigen Niederlassung der Montfortaner. Von 2007 bis 2011 war Rui Manuel Sousa Valério Pfarrvikar in Póvoa de Santo Adrião und Ausbilder der Postulanten der Montfortaner in Lissabon. Ab 2008 war er zusätzlich Militärkaplan der Marineakademie in Alfaiates. Rui Manuel Sousa Valério wurde 2011 Pfarrer in Póvoa de Santo Adrião und 2014 Dekan des Dekanats Loures-Odivelas.
Am 27. Oktober 2018 ernannte ihn Papst Franziskus zum Militärbischof von Portugal. Die Bischofsweihe spendete ihm der Patriarch von Lissabon, Manuel Kardinal Clemente, am 25. November 2018 im Hieronymitenkloster in Lissabon. Mitkonsekratoren waren sein Amtsvorgänger und Bischof von Porto, Manuel da Silva Rodrigues Linda, und der Bischof von Santarém, José Augusto Traquina Maria. Die Amtseinführung fand am 4. Dezember 2018 statt.
Papst Franziskus ernannte ihn am 10. August 2023 als Nachfolger des gleichzeitig zurückgetretenen Manuel Kardinal Clemente zum Patriarchen von Lissabon. Die Amtseinführung fand am 2. September desselben Jahres statt.